# Eris militaris
Eris militaris är en spindelart som först beskrevs av Nicholas Marcellus Hentz 1845.  Eris militaris ingår i släktet Eris och familjen hoppspindlar. Inga underarter finns listade i Catalogue of Life.